# Moscheea Selimiye
Moscheea Selimiye este o moschee otomană situată în Edirne, Turcia. Moscheea a fost construită între anii 1569 și 1575 de către arhitectul Mimar Sinan, la cerința sultanului Selim al II-lea.

## Istorie
La fel ca toți marii sultani, Selim al II-lea a decis să construiască propria lui moschee. Deși finalizată în șase ani, alți opt ani au fost dedicați realizării unei fundații solide. Moscheea a fost inaugurată la 14 noiembrie 1575, trei luni după moartea lui Selim al II-lea. 
În anul 1584 unul dintre minarete a fost lovit de fulger, lucrările de consolidare fiind finalizate abia în anul 1614. 
În 1913, în timpul Primului Război Balcanic, artileria bulgară a provocat daune minore construcției.
În perioada 1982-1995, moscheea Selimiye a fost reprezentată grafic pe reversul cupiurii de 10.000 lire turcești. 
În anul 2011, moscheea și anexele sale au fost adăguate pe lista patrimoniului UNESCO. 

## Arhitectură

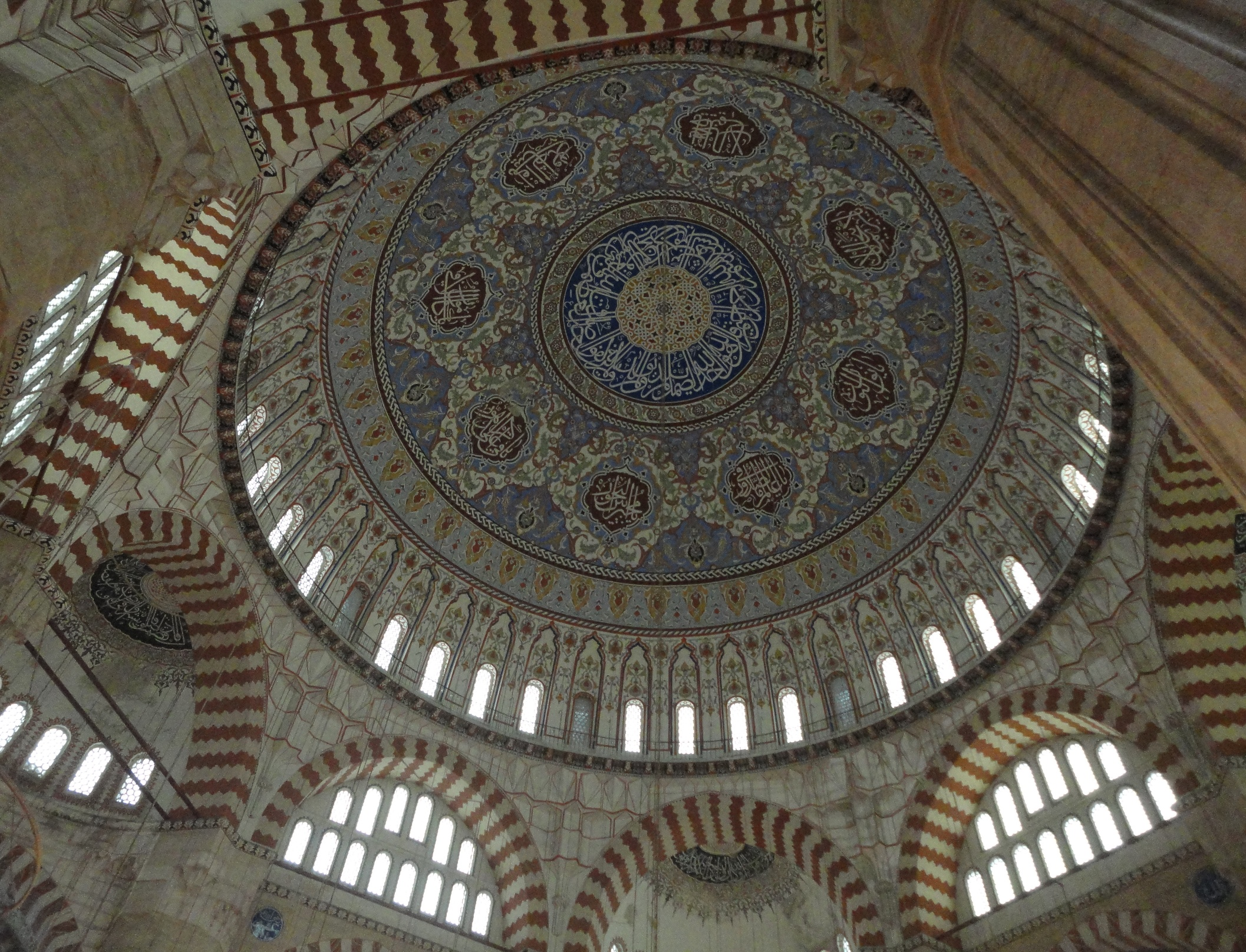
Cupola Moscheii Selimiye

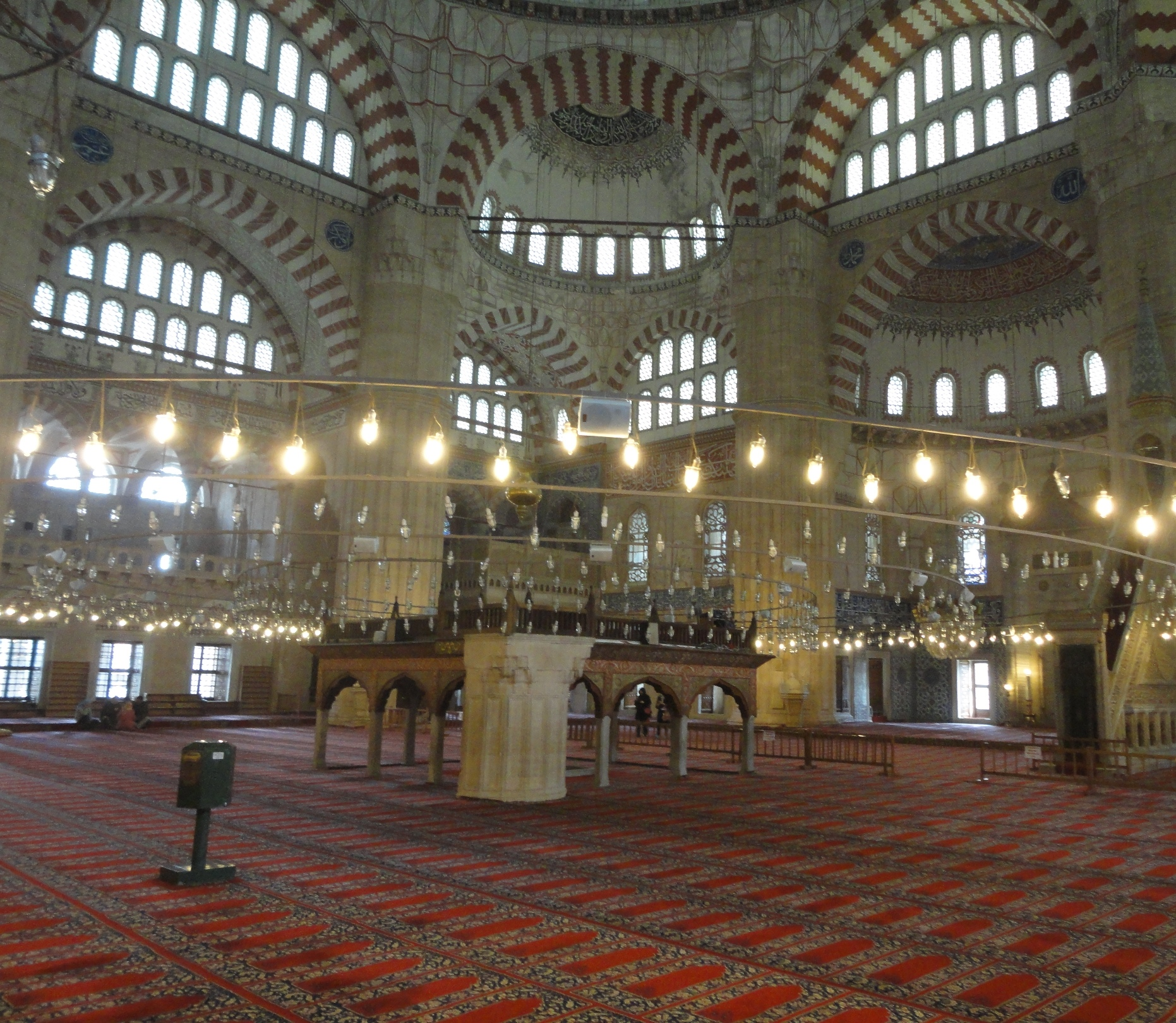
Interiorul moscheii

Considerată a fi capodopera lui Mimar Sinan, Moscheea Selimiye este în acleași timp una dintre realizările edificative ale arhitecturii islamice. Mihrabul este vizibil din orice colț al moscheii, iar cupola (cu un diametru de 31,25 metri și o înălțime de 43,25 metri) este cea mare mare cupolă a unei moschei din întreaga Turcie.
Moscheea este înconjurată de patru minarete, fiecare cu o înălțime de 83 de metri și fiecare aflat exact la aceeași distanță față de centrul cupolei. 
Fiecare minaret are câte trei balcoane, un omagiu adus sultanului Selim al II-lea, cel de-al unsprezecelea sultan al Imperiului Otoman. 